# Stan Pearson
Stanley Clare Pearson (11. januar 1919 i Salford - 20 februar 1997 i Alderley Edge, Cheshire) var en engelsk fodboldspiller og træner, bedst kendt for sin tid hos Manchester United. Han var Uniteds kaptajn i 1953. Han spillede otte kampe for England og scorede fem mål.
Pearson underskrev en amatør kontrakt med Manchester United i december 1935, og blev professionel i maj 1937. Ligesom alle andre i sin generation, var hans karriere afbrudt af 2. verdenskrig. 
Efter krigen var han en af de bærende figurer på Matt Busbys hold, og han hjalp med at vinde FA Cuppen i 1948 og 1. division i 1951-52. I 343 kampe for United scorede han 148 mål. I 1954 forlod han Manchester United for at spille for Bury, hvor han scorede 56 mål i 121 ligakampe. Han sluttede sin spiller karriere med to år hos Chester City.
Han blev pensioneret d. 22. april 1959, 40 år og 101 dage gammel. Han tog over som træner i Chester, et job han bestred indtil 1961. Efter sin fodboldkarriere tjente han som under-postmester. 